# Nissan Terrano II
La Nissan Terrano II è un fuoristrada prodotto dal 1993 al maggio 2005 dalla casa automobilistica Nissan; la denominazione Terrano II era riservata ai mercati di esportazione mentre sul mercato nazionale giapponese veniva commercializzato come Nissan Mistral.

## Il contesto
Nel 1993 al salone dell’automobile di Ginevra, in seguito al grande successo riscontrato dalla precedente serie di Terrano (che era il modello europeo della Nissan Pathfinder) la casa giapponese presenta una nuova generazione del modello la cui produzione è stata spostata negli stabilimenti spagnoli Nissan di Barcellona (che già producevano il Patrol 260). Il nuovo fuoristrada ha assunto la denominazione di Terrano II ed era noto col codice progettuale R20. Per un certo periodo, sino al 1999 è stato venduto, grazie ad un accordo di collaborazione, anche con il marchio Ford, come Ford Maverick, tale denominazione verrà poi usata in Europa per indicare il Ford Escape in un'apposita versione per tale mercato. Con l'ultimo restyling, prima del termine della produzione, ha perso il numero romano venendo semplicemente stato rinominato Nissan Terrano. Veniva esportato in oltre 80 paesi (incluso il Giappone dove venne venduto come Nissan Mistral) e ne venne realizzata anche una versione Van lastrata a due posti disponibile in determinati mercati.

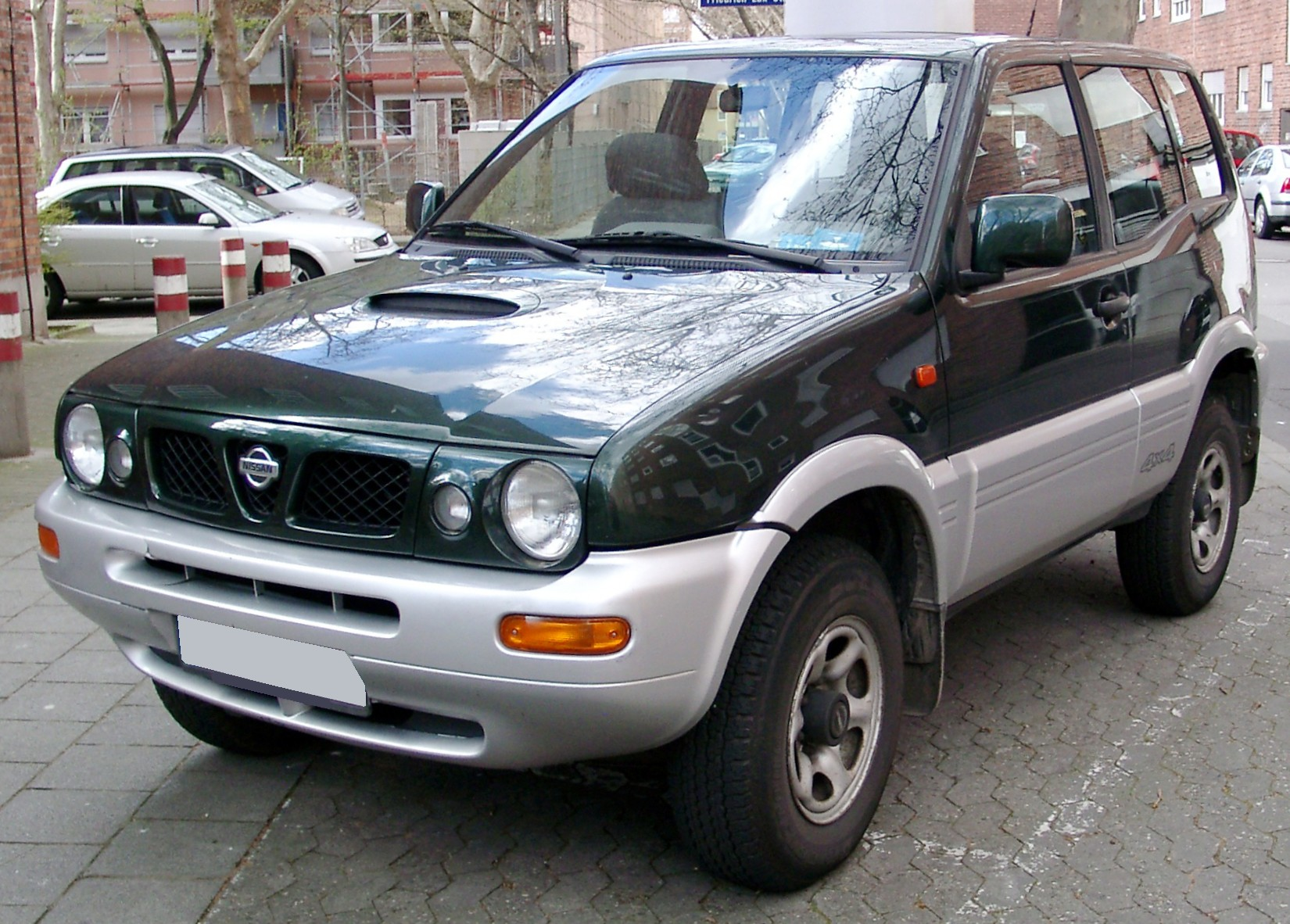
Terrano II dopo il primo restyling

Si posizionava più in basso rispetto al Patrol, sia in termini di prezzo che di dimensioni. Le caratteristiche principali sono: trazione posteriore permanente, trazione anteriore inseribile, motorizzazione 2.7 diesel quattro cilindri oppure 2.4 benzina 16V quattro cilindri, cambio a 5 marce oppure automatico, riduttore per le marce ridotte, differenziale autobloccante posteriore, mozzi ruote anteriori fissi o automatici.
Data la concezione tradizionale di questo mezzo, la carrozzeria non è portante ed è imbullonata al telaio (quest'ultimo a longheroni saldati).

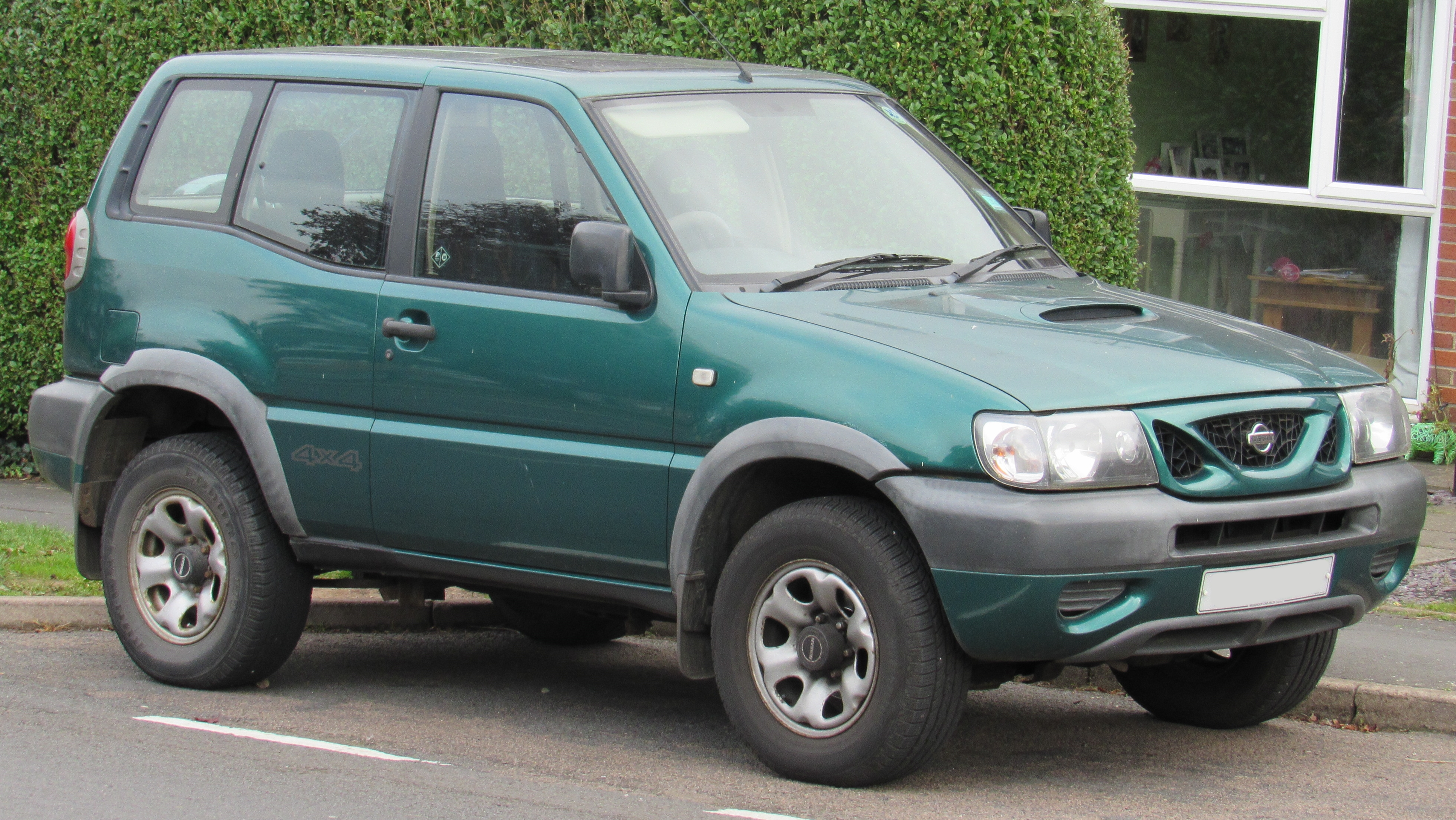
Nissan Terrano 3 porte dopo il restyling del 1999

Nel fine 1999 venne presentato un secondo restyling come “Model Year 2000” che ne modificò soprattutto l’estetica rendendo il design più moderno che richiamava il fratello maggiore Patrol GR: vennero introdotti nuovi fanali rettangolari e una nuova calandra, nuovi paraurti anteriori e posteriori e nuovi cerchi in lega. La plancia interna venne ridisegnata e debuttò un nuovo quadro strumenti LCD. Tra i dispositivi di sicurezza venne introdotto il ripartitore elettronico di frenata (EBD).
Nel 2002 viene presentato un ultimo restyling estetico che vide l’introduzione di una nuova calandra cromata e nuovi fanali anteriori con nuova grafica e paraurti più bombati. Debutta anche il nuovo logo Nissan dal design più moderno e circolare. Tra le motorizzazioni viene introdotto il 3.0 turbo diesel quattro cilindri 16V della Patrol erogante 154 cavalli che affianca il 2.7 Tdi.
Nel 2004 debutta la nuova gamma e vengono arricchite le dotazioni di serie con nuove rifiniture in finta radica, tavolini ripiegabili e logo cromato Nissan sul volante oltre a nuove verniciature per la carrozzeria.

## Riutilizzo del nome
La denominazione Terrano è stata riutilizzata dalla Nissan per identificare altre tre vetture: in Giappone era il nome della Infiniti QX4, versione di lusso del Pathfinder R50, in Cile identificò il pick-up Nissan Navara dal 1998 al 2014 e tramite un'operazione di badge engineering dal 2014 identifica anche la versione rimarchiata da Nissan della Dacia Duster venduta sul mercato indiano.